# Златоустівка (Криворізький район)
Златоу́стівка — село в Україні у Криворізькому районі Дніпропетровської області. Населення — 916 мешканців.

## Географія
Златоустівка розташована у західній частині Дніпропетровської області на березі річки Кам'янка. Сусідні населені пункти: села Трудове на північ, Новогригорівка і Кам'янське на схід, Катеринівка Апостолівського району на південь.
У селі річки Водяна, Балка Широка впадають у річку Кам'янку.

## Історія

Златоустівка на карті середини ХІХ століття

Один із зимівників останнього кошового отамана Петра Івановича Калнишевського, при виході балки Водяної, де вона впадає до р. Кам’янки, за 50 верст від Січі Війська Запорізького Низового.
1775 року тут було 3 хати. Перша з них панська, з дерев’яним дахом із тесаного гонту, з двома кімнатами; з зеленою глиняною грубою, з чотирма великими вікнами, із заскленими сіньми, в яких було дві невеликі коморки – «присенки» з дерева, і під однією крівлею кладовий амбар ліворуч. Друга хата велика, крита очеретом, з пятьма великими вікнами, грубою, сіньми, «присенками»; тут жили служники. Третя хата невеличка, без груби, з двома вікнами: тут працювали кравці. Під однією очеретяною крівлею з хатою, ліворуч дві невеликі комори (анбари) для птиці, обмазані жовтою глиною, праворуч велика кладова комора (анбар). Окремо великий кроків в 25 з тесаного дерева сарай, де обоз ставав.
Далі в цій садибі були: два льохи; дві стайні – одна без станків в один ряд і з яслами плетеними з хмизу, друга з 43 станками, дерев’яним помостом, трьома воротами, обидві під очеретом; кузня з усими до неї інструментами; вітряк, з одним мукомельним каменем та чотирма товкачами для проса; 6 загород для скота з сараями покритими очеретом, 3 загороди без сараїв.
В зимівнику проживало 30 служників на різних посадах.
Поблизу зимівника та в ньому утримувалося: 509 коней, 5 віслюків, 1076 голів рогатої худоби, 9 буйволів, 13006 овець, 1039 кіз, 106 свиней.
Після ліквідації Запорізької Січі, 20 червня 1775 року зимівник та майно кошового Калнишевського було заарештоване, описане та конфісковане.
Деякий час господарювання в зимівнику продовжувалось. Були призначені наглядачі. Господарство йшло поволі, сіяли, збирали збіжжя, молотили, годували людей та худобу. Частина худоби була розпродана. В 1777 році господарство в конфіскованому зимівнику ліквідували.
9 січня 1778 року з межевої експедиції в місті Кременчуг, дворянину, офіцеру Російської армії, секунд-майору Мерліну видано білет на поселення слободи на п’ять дворів та володіння 4500 десятинами землі при річці Кам’янкі по течії з правого боку де зимівник бувшого кошового Калнишевського і устя балки Водяної в Кизикерменському повіті Слав'янської провінції. Ділянка, яка відводилась мала такі межі: починаючи від річки Кам'янки і устя балки Водяної в степ через балку Широку - 11 верст 300 сажень, повертаючи праворуч по суміжності частини дачі державної слободи, яка заселялася поселенцем Павлом Нагайцем, - 3 версти 380 сажень, повертаючи праворуч до річки Кам'янки через балку Водяну і Широку  - 12 верст 380 сажень і вниз по цій же річці Кам'янкі прямою лінією до початкового пункту і устя балки Водяної - 2 версти.
1780 року прем’єр-майор Іван Лаврентійович Мерлін купив зимівник Калнишевського, на р. Кам’янці, тодішнього Кизикерменського повіту Новоросійської губернії, за 200 карбованців, і разом з тим, на аукціоні, придбав його майно за 73 карбованці 50 копійок. На місці зимівника він заснував слободу Златоустинську.
В тойже час майор Мерлін отримав прилеглу до зимівника землю площею 6000 десятин при річках Кам’янці по течії  праворуч, а Водяній и Широкій по обидва боки.
В 1781 році поселення майора Мерліна, у якого «по хорошему преволью мест заводится и конской завод», згадує в своїх подорожніх записках Василь Зуєв, за пів версти від  Кам’янки (на той час поштовий стан), де він зупинявся на ночівлю.
15 вересня 1783 року в слободу підполковника Мерліна званою "Златоустянською" призначено священника Георгія Гуровського для надання тутешнім жителям християнських треб. Цього ж року в слободі виникла небезпечна хвороба, внаслідок якої сім’я священника померла, його будинок і маєток були спалені, а він потрапив в карантин на шістнадцять тижнів. Жителі з слободи розійшлись а інші були виведені в слободу Вербову. Залишилося лише чотири сім’ї. Священник Гуровський був переведений до слободи Хортиця.
1784 року вже в Херсонському повіті Катеринославського намісництва в деревні Златоустинській підполковника Мерліна налічувалося поселених душ: 27 чоловіків і 22 жінки.
В листопаді 1790 року за відомістю Херсонського нижнього земського суду в деревні Златоустенській підполковника Івана Лаврентійовича Мерліна рахувалося: 7 дворів, в яких проживало 10 чоловіків та 12 жінок; 1 вітряний мучний млин; 1 панський кам'яний будинок; 1 кінський завод; 1 завод худоби.
За ревізією 1795 року в деревні Златоустинській Херсонського повіту генерал-майора Мерліна рахувалося 15 чоловіків і 10 жінок.
В 1795-1796 роках деревня Златоустинська в складі Херсонського повіту входить до створеного Вознесенського намісництва, з 1797 – до зновуствореної Новоросійської губернії. 
В 1797 році жителі поміщицької слободи Златоустовки увійшли до парафії (приходу) церкви Успіння Богородиці, яка з’явилася за 12 верст в казеному (державному) поселенні Кам’янка. В метричних книгах церкви реєструвались обряди хрещення, вінчання (одруження), поховання. 
8 жовтня 1802 року деревня Златоустинська в складі Херсонського повіту входить до створеної Миколаївської губернії. 15 травня 1803 року Миколаївську губернію перейменувано на Херсонську. 
З 20-х років XIX століття володіння Мерліна успадкував його зять, поміщик Чариков (Шариков). 
Станом на 1859 рік в селі Златоустівському Херсонського повіту Херсонської губернії було 33 двора. Населення становило 378 осіб. Наприкінці 80-х років XIX століття володіння Чарикова перейшло до поміщика Байдакова.
У 1931 році село увійшло до складу Сталіндорфського єврейського національного району.

## Населення

### Мова
Розподіл населення за рідною мовою за даними перепису 2001 року:
| Мова            | Відсоток |
| --------------- | -------- |
| українська      | 95,4 %   |
| російська       | 4,4 %    |
| інші/не вказали | 0,2 %    |

## Сучасність
У Златоустівці працює середня загальноосвітня школа, дошкільний навчальний заклад, ФАП, будинок культури, бібліотека.

## Відомі люди
- Ковалик Олександр Сергійович (1972-2014) — гвардії прапорщик Збройних сил України, учасник російсько-української війни.
- Руденко Іван Ілліч (1906-1941) — Герой Радянського Союзу, капітан піхоти.

## Джерело
1. 1 2 3 4 5 6  Полонська-Василенко, Наталія (1965). Запоріжжя XVIII століття та його спадщина. Том I. Мюнхен: видання «Дніпрової хвилі». с. 200, 282, 284, 311, 312—314.
2. ↑  ЭСБЕ/Мерлины — Викитека. ru.wikisource.org (рос.). Процитовано 27 грудня 2024.
3. ↑  Фонд № 14. Херсонська губернська креслярня. Державний архів Херсонської області (укр.). Процитовано 31 серпня 2024.
4. ↑  с.242 Альманах. Інгульський степ.
5. ↑  Путешественныя записки Василья Зуева от С. Петербурга до Херсона в 1781 и 1782 году. – С.Пб., 1787
6. ↑  http://history.org.ua/LiberUA/IstStOpEkGub_1880/IstStOpEkGub_1880.pdf С.117
7. ↑  с.277 Альманах. Інгульський степ.
8. ↑  Фонд № 14. Херсонська губернська креслярня. Державний архів Херсонської області (укр.). Процитовано 2 вересня 2024.
9. ↑  Фонд № 14. Херсонська губернська креслярня. Державний архів Херсонської області (укр.). Процитовано 20 листопада 2024.
10. ↑  Випуск 5 - «Інгульський степ» - Тека авторів. Чтиво. с. 147. Процитовано 20 листопада 2024.
11. ↑  Список населенных мест Российской империи. Херсонская губения. Санкт-Петербург, 1868., — С. 25
12. ↑  Златоустівська сільська рада. Історико-географічна довідка на сайті Криворізької РДА. Архів оригіналу за 16 жовтня 2013. Процитовано 15 липня 2011.
13. ↑  Рідні мови в об'єднаних територіальних громадах України — Український центр суспільних даних